# バンズラグチ・バヤルサイハン
バンズラグチ・バヤルサイハン（モンゴル語: Банзрагчийн Баярсайхан、英語: Banzragch Bayarsaikhan、1974年2月22日 - ）は、モンゴル国の実業家、外交官。2023年より駐日大使を務めている。モンゴル人民共和国（当時）の首都ウランバートル出身。
モンゴル科学技術大学在学中に、日本国政府奨学金留学生として日本に留学した経験がある。金融業および鉱業に関するキャリアが多く、日本企業での勤務経験やモンゴル企業の日本駐在員としての勤務経験が豊富で日本語に堪能。外交官に転身したのは40代後半になってからで、2020年に駐日モンゴル国大使館に経済貿易担当参事官として赴任したのが初めてである。

## 経歴
- 1992年　　　　: ウランバートル市立第13番学校（モンゴル語版）卒業[2][3]
- 1992年 - 1997年: モンゴル科学技術大学 エネルギー学部[2][3][4]
- 1994年 - 1995年: 文化外国語専門学校 日本語科卒業[4]　※日本国政府奨学金留学[2][3]
- 1995年 - 1997年: 日本工学院専門学校 情報処理科卒業[4]　※日本国政府奨学金留学[2][3]
- 1997年　　　　: モンゴル科学技術大学 エネルギー学部卒業、電気システム工学学士号取得[4]
- 1998年 - 2000年: 株式会社オークス、ゲートデバイス社 物流システム開発エンジニア[4]
- 2000年 - 2002年: JPモルガン・チェース、JPモルガン証券株式会社 証券取引システムエンジニア[4]
- 2002年 - 2004年: クレディセゾングループ、セゾン情報システムズ株式会社 金融情報システムエンジニア[4]
- 2004年 - 2016年: プルデントトラスト株式会社 社長、投資顧問[4]
- 2006年 - 2016年: モンゴル国民投資銀行（モンゴル語版）、日本駐在員、副頭取、頭取、取締役会長[4]
- 2016年 - 2020年: モンゴル国総理大臣直轄内閣調整エージェンシー 国家開発庁長官[2][3][4]
- 2012年 - 2017年: モンゴル金融経済大学（モンゴル語版、英語版）、経営学修士（MBA）大学院卒業、経営管理の修士号取得[2][3][4]
- 2018年 - 2020年: モンゴル国立大学、国際関係・行政校、行政管理の博士号（英語: Ph.D in Public Administration）取得[2][3][4]
- 2019年 - 2020年: エルデネス・タバントルゴイ（モンゴル語版、英語版）国有株式会社 取締役会長[4]
- 2020年 - 2022年: モンゴル国外務省（モンゴル語版、英語版）、駐日モンゴル国大使館 経済貿易担当参事官[2][3][4]
- 2022年 - 2023年: モンゴル国総理大臣 非常勤補佐官[2][3][4]
- 2022年 - 2023年: NGO法人モンゴル日本持続開発協会[5] 理事長[2][3][4]
- 2023年 - : 駐日モンゴル国特命全権大使（4月26日に任命[2][3]、9月に着任[4]、12月7日に信任状を捧呈[6]）